# Бартоломе
Бартоломе (нім. Bartholomä) — громада в Німеччині, знаходиться в землі Баден-Вюртемберг. Підпорядковується адміністративному округу Штутгарт. Входить до складу району Східний Альб.
Площа — 20,75 км2. Населення становить 2020 ос. (станом на 31 грудня 2020).
Мова, якою розмовляють у Бартоломеї, — швабський діалект.
Бізнес у Бартоломе — це переважно німецькі продукти харчування: кілька пекарень і м'ясних крамниць, місцевий бар і гриль-бар Zum Schwarzen Adler (місцевий ресурс традиційної німецької кухні) та його сестринський заклад, середньовічне місце для проведення весільних банкетів і подібних заходів під назвою Braighausen. На околиці міста є також комплекс будинків, які разом називаються Амалієнгоф (Amalienhof).
Бартоломя знаходиться за 35 хвилин їзди від Нересхайму, де розташоване Нересхаймське абатство.

## Галерея

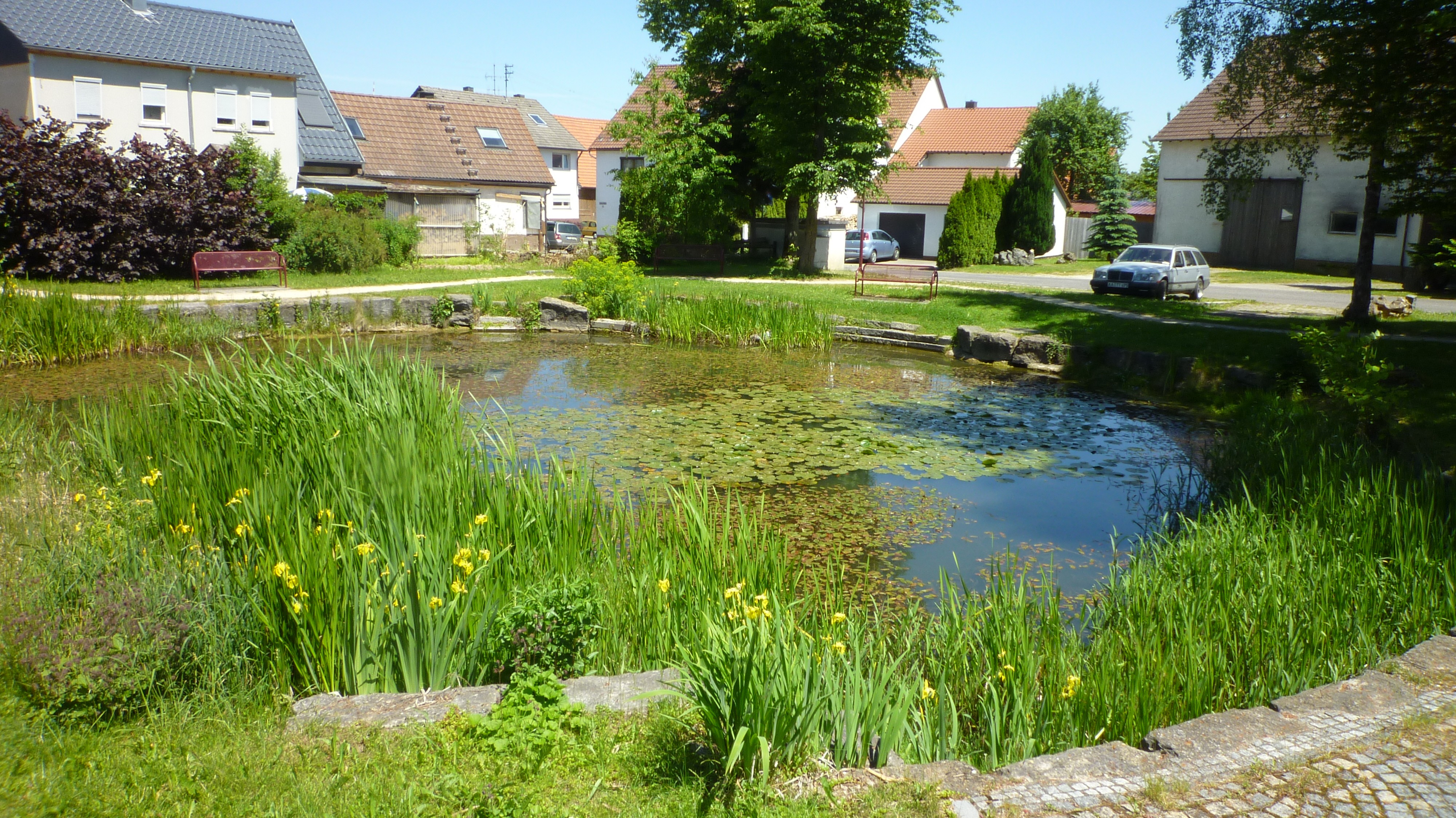
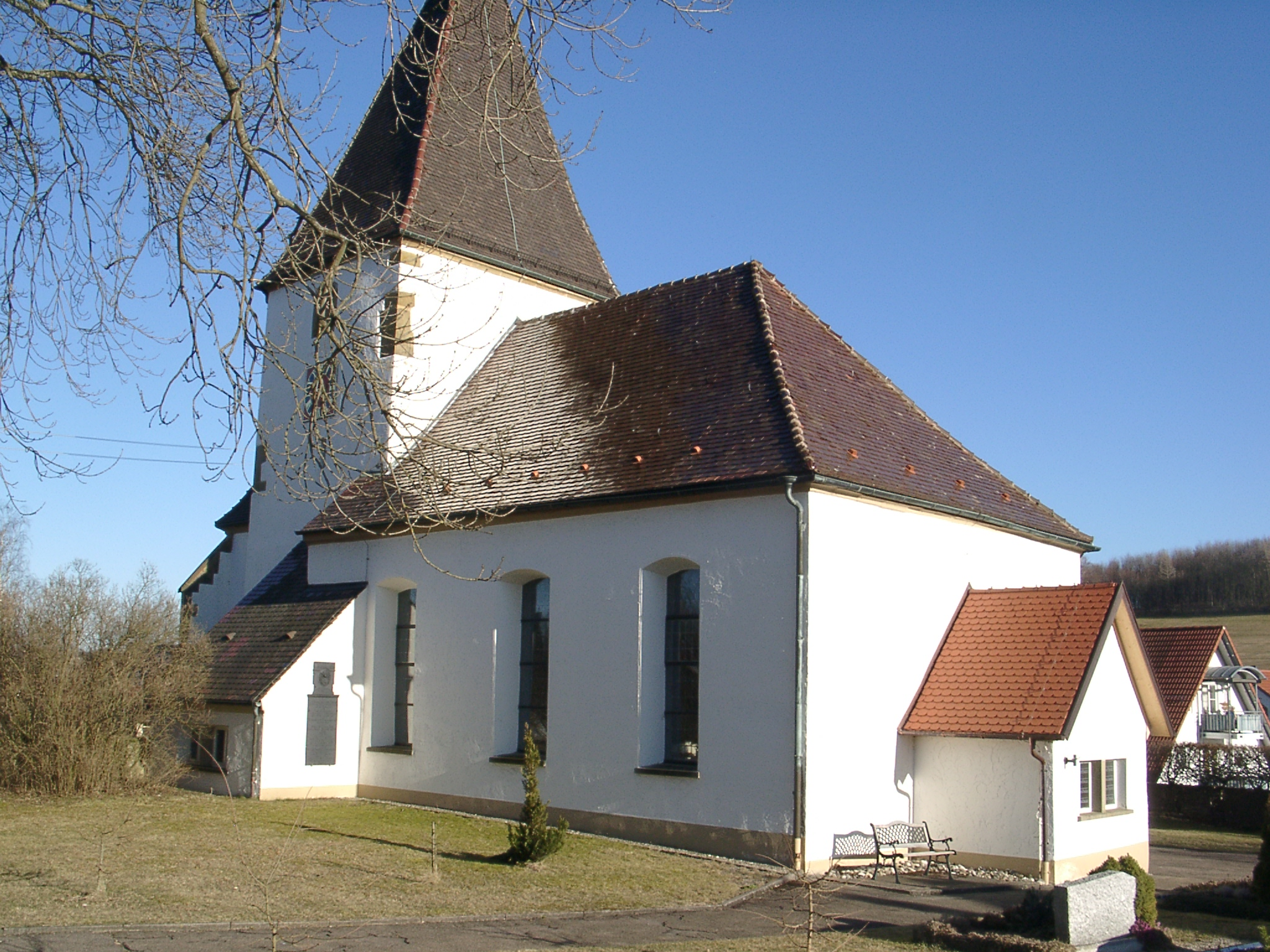
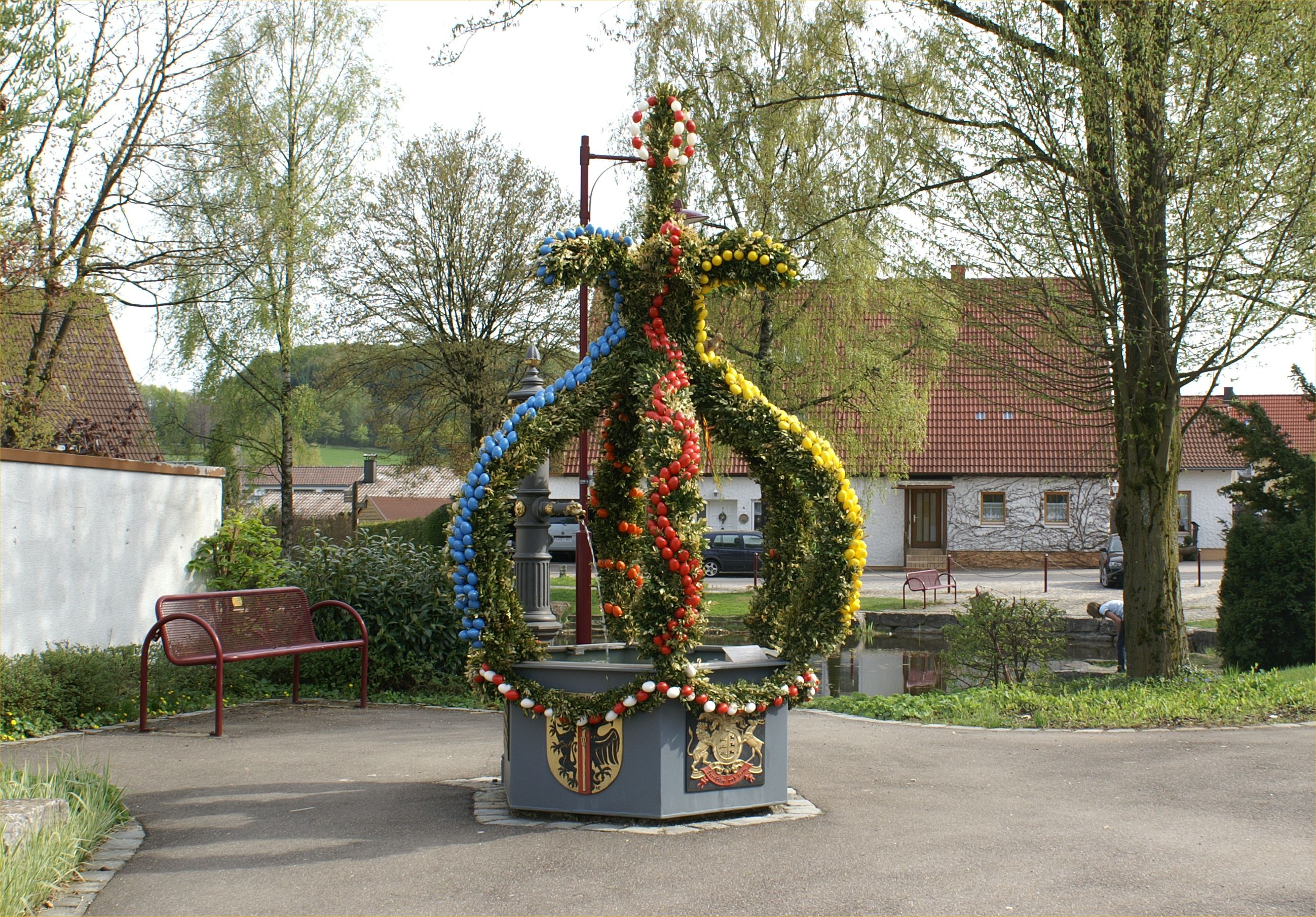